# 山﨑真彰
- 山崎真彰

山﨑 真彰（やまざき まあき、1995年9月26日 - ）は、東京都新宿区出身の元プロ野球選手（内野手）。右投左打。NPBでは育成選手であった。
2022年のみ、登録名をマーキとしていた。

## 経歴

### プロ入り前
ニューインターナショナルスクール1年時に目黒西リトルで野球を始めた。港区立三田中学校時代は大田シャークボーイズでプレー。高校は東京学館浦安高校に進学し、高校通算10本塁打を記録した。甲子園大会出場はないが、千葉県選抜としてアメリカ遠征を経験した。
大学は東京国際大学へ進学するが、1年生の夏に野球部を退部し渡米。東京国際大の姉妹校であるウィラメット大学へ留学し、一旦帰国後にハワイ大学へ編入学。単位認定の関係で1年間は米西海岸の大学リーグにあたる「オール・ビッグ・ウエスト」の試合に出場ができなかったが、翌年から遊撃手として定着。2年連続でベストナインに相当するカンファレンスオールスターに選出された。リーグ戦通算成績は、98試合の出場で、打率.316、4本塁打、43打点だった。ロサンゼルス・ドジャース、アトランタ・ブレーブスなど11球団から調査書が届いたものの、2019年6月のMLBドラフト会議では指名されなかった。
2019年10月17日に行われたプロ野球ドラフト会議では、東北楽天ゴールデンイーグルスから育成ドラフト3位で指名され、10月31日に支度金300万円、年俸300万円（推定）で仮契約を結んだ。背番号は140。

### プロ入り後
2020年は、8月に右肩の鏡視下クリーニング手術を受けた影響で、二軍の試合にも出場することがなかった。
2021年は、開幕後から二軍のレギュラーに定着し、5月中旬から3番打者を務めた。5月は5打数5安打を記録したり、初本塁打を記録するなど全20試合に出場し、いずれもリーグ1位の打率.408、31安打、14打点を記録し、イースタン・リーグの月間MVPを受賞した。リーグ首位打者となる打率を維持していたが、前年手術した右肩の状態が万全でなかったため、6月15日以降は試合に出場せずに肩のトレーニングを優先した別メニューで調整することとなった。二軍の最終成績は56試合出場で、打率.338を記録。オフの11月4日に現状維持となる推定年俸300万円で契約を更改した。12月20日には、翌年から登録名をマーキに変更することが発表された。
2022年は、春季キャンプで一軍スタートを勝ち取った。オープン戦にも3試合に出場したが、5打数無安打に終わり、支配下登録とはならなかった。シーズンでは、イースタン・リーグで70試合に出場し、打率.271、1本塁打、25打点を記録した。シーズンオフの10月19日、翌2023年の育成再契約を行わないと通告され、退団した。

## 選手としての特徴・人物
バットコントロールがうまく、ミート力もあり、速球も苦にしない。顔付近にバットを構え、小さいテイクバックから確実にボールを捉えようとするバッティングフォームで、ファーストストライクを1球で仕留めることを心掛ける、積極性のあるバッティングをする。
遊撃手として楽天に入団したが、肩の怪我の影響で2021年時点では指名打者や一塁手としての出場が多い。
楽天のチームメイトでは同期入団の津留﨑大成と仲が良く、入団前から10年ほど付き合いがあったという。
小さい頃の夢はメジャーリーガーで、デレク・ジーターとイチローに憧れていた。ハワイ大学へ編入したのもメジャーリーグへの憧れが影響し、アメリカという環境で野球したいという意欲が強かったためである。

## 詳細情報

### 年度別打撃成績
- 一軍公式戦出場なし

### 背番号
- 140（2020年[7] - 2022年）

### 登録名
- 山﨑 真彰（やまざき まあき、2020年[7] - 2021年）
- マーキ（2022年[3]）